# Lijst van rivieren in Equatoriaal-Guinea

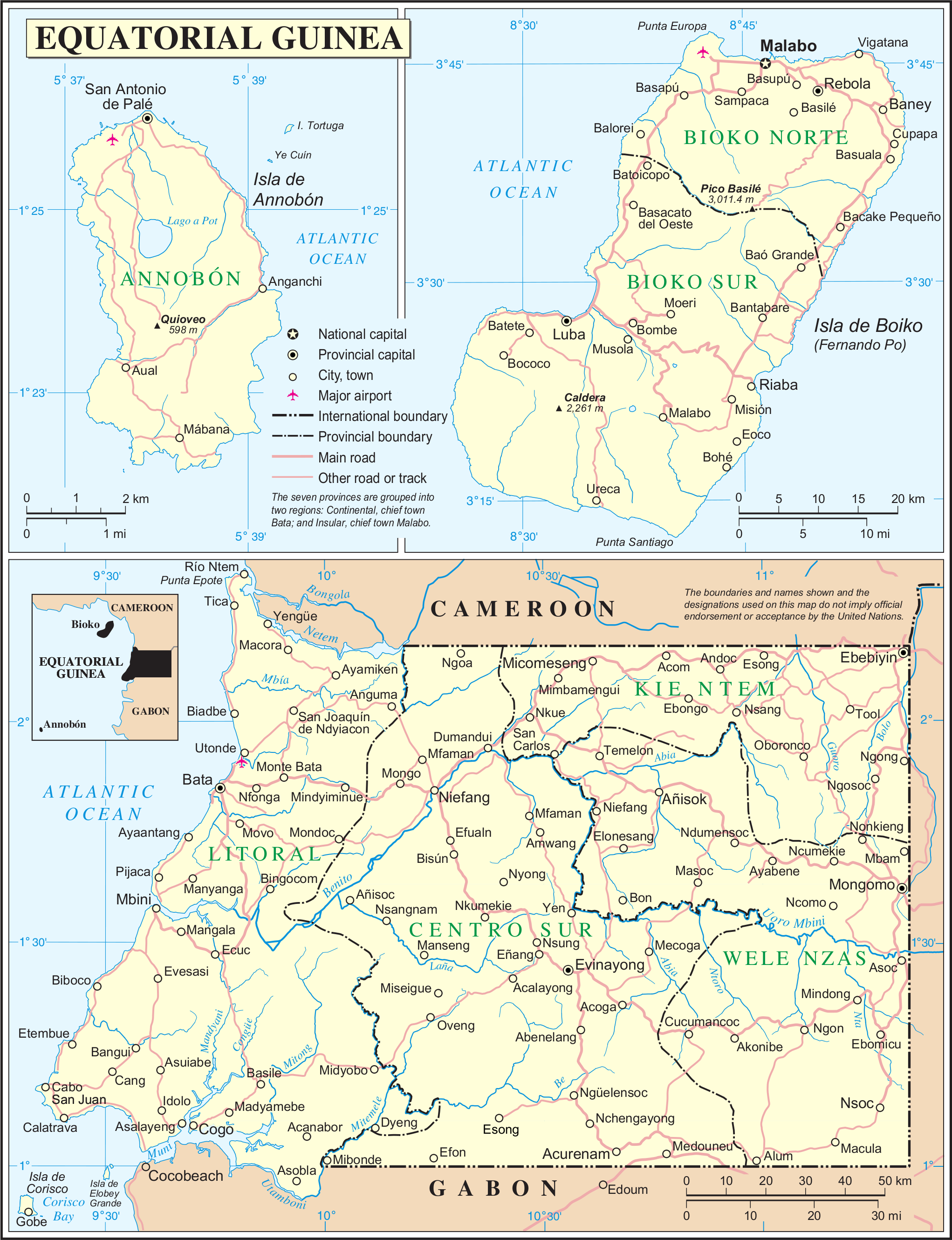
Kaart van Equatoriaal-Guinea.

Dit is een lijst van rivieren in Equatoriaal-Guinea. De rivieren in deze lijst zijn geordend naar drainagebekken en de opeenvolgende zijrivieren zijn ingesprongen weergegeven onder de naam van elke hoofdrivier.

## Atlantische Oceaan

### Vasteland (Mbini/Rio Muni)
- Campo (Ntem)
  - Guoro
  - Kyé
    - Bolo
- Mbia
- Benito (Mbini)
  - Laña
  - Abia (Beneden-Benito)
  - Abia (Boven-Benito)
  - Mtoro
  - Nta
- Muni
  - Mandyani
    - Congue

  - Mitong
  - Mven
  - Utamboni
    - Mitemele
      - Midyobo
      - Be
- Komo
  - Mbeya
- Ogooué (Gabon)
  - Abanga
    - Nkan

### EilandBioko
- Bosecabosechi
- Cónsul
- Suhu
- Sochi
- Ruma
- Iladyi
- Moaba
- Maloho
- Apú